# Parc naturel régional Haut-Languedoc
 (octobre 2013).
Si vous disposez d'ouvrages ou d'articles de référence ou si vous connaissez des sites web de qualité traitant du thème abordé ici, merci de compléter l'article en donnant les références utiles à sa vérifiabilité et en les liant à la section « Notes et références ».
Le parc naturel régional Haut-Languedoc est l'un des 59 parcs naturels régionaux de France. Il a été créé en 1973. C'est un territoire rural habité, reconnu au niveau national pour son exceptionnelle valeur patrimoniale et paysagère.

## Géographie

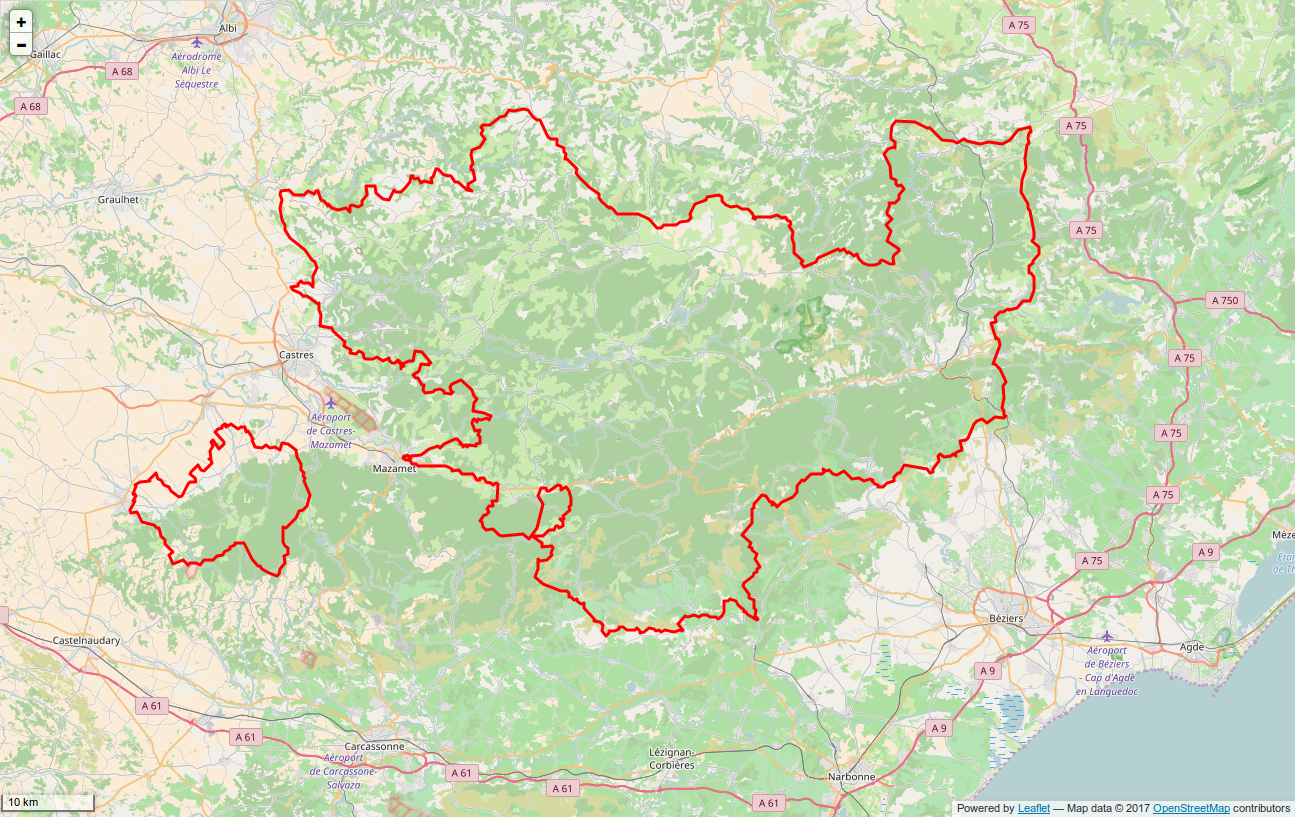
Périmètre du PNR.

Le parc naturel régional Haut-Languedoc est un territoire situé à la pointe sud du Massif central, à cheval sur une partie du département du Tarn et sur une partie de l'Hérault, en région Occitanie. Les « villes portes » qui l'entourent sont Castres, Revel, Saint-Chinian, et Lodève. Le parc regroupe 119 communes soit 90 511 habitants sur une superficie de 306 000 hectares. La répartition de la population est inégale : on dénombre 25 hab./km2 dans la partie tarnaise (hors pôle urbain de Mazamet) contre 16 hab./km2 dans la partie héraultaise du parc naturel régional Haut-Languedoc. Cette faible densité est le reflet de sa population rurale et montagnarde.

### Climat
Le Haut-Languedoc reçoit une triple influence climatique : méditerranéenne au sud et à l’est, atlantique à l’ouest et continentale au nord. Le climat atlantique est plutôt caractérisé par de fortes précipitations régulièrement réparties tout au long de l’année. Le climat méditerranéen est caractérisé par des températures élevées, des sécheresses marquées en été, et des précipitations brusques et violentes à l’automne et au printemps. Au cœur de ce territoire, la ligne de partage des eaux forme une « médiane », d'un côté de laquelle les eaux de pluie basculent vers l'Atlantique, de l'autre vers la Méditerranée.

### Paysages
Par cette situation à la rencontre des influences climatiques océanique et méditerranéen, le parc naturel régional Haut-Languedoc présente des paysages très diversifiés. On inventorie 18 unités paysagères (ou types de paysages) qui se retrouvent dans 7 « micro régions ». Ces paysages ont en commun d'être situés sur des reliefs marqués.
- La région du Caroux-Espinouse présente un décor de haute montagne, alternant massifs et plateaux. Les gorges d'Héric et les gorges de Colombières complètent un tableau aux contrastes impressionnants ;
- La région de la Montagne noire domine la vallée du Thoré et la plaine du Lauragais. Elle tire son nom des forêts denses qui la couvrent. Cette région est un véritable « château d'eau » dont les eaux de pluie alimentent en eau le canal du Midi, classé au patrimoine mondial de l'humanité de l'Unesco ;
- Les Monts de Lacaune sont riches en sources, landes et tourbières. Entre vues panoramiques et forêts préservées, on y découvre une importante concentration de mégalithes ;
- La région des Monts d'Orb est un ancien « pays noir » où prospéraient jusqu'à une époque récente les mines de charbon. Il abrite la station thermale d'Avène ;
- La région du Plateau des Lacs est, comme son nom l'indique, un pays d'eau. On y trouve barrages, ruisseaux à truites, sources pétillantes (La Salvetat) mais aussi des forêts aux essences variées ;
- Le Sidobre, pays au sol siliceux, favorable à l'épanouissement de chênes et de châtaigniers, est un massif granitique. À Saint-Salvy-de-la-Balme, il est possible de visiter la carrière Plo afin de comprendre cette roche, exploitée depuis des siècles ;
- Le secteur dit « Vignes et Vallées » est un pays de coteaux sur lesquels s'épanouissent des vignes (AOC Minervois, AOC Saint-Chinian, AOC Faugères) et des villages pittoresques.

## Géologie
La géologie du Haut-Languedoc est complexe. Il est doté d’un riche patrimoine minéral, témoin des diverses phases géologiques qui l’ont traversé : mouvements hercyniens, à l’ère primaire, érosion à l’ère secondaire et tertiaire et phase alpine, il y a environ 3 millions d’années. De ces mouvements, il reste beaucoup de traces sous la forme de roches plutoniques, métamorphiques, ou sédimentaires.
Les roches métamorphiques se forment sous l’effet de la pression, de changements de température, ou d’éléments chimiques. Cela donne lieu à du gneiss. On en retrouve dans le secteur Caroux-Espinouse, notamment dans les Gorges d’Héric. Les roches métamorphiques se retrouvent aussi sous forme de schistes, visibles dans les Avant-Monts. Les roches sédimentaires, d’origine biologiques et chimiques, se retrouvent dans les bassins houillers de Graissessac. Elles renferment des fossiles, tels des ammonites, trilobites, coraux primitifs qui attestent de la présence d’un océan, il y a plusieurs millions d’années. Le Haut-Languedoc présente un paysage karstique dense, souterrain et en surface. Les secteurs karstiques sont principalement les Avant-Monts, le Minervois, le Causse de Caucalières, la partie occidentale de la Montagne noire, le secteur de Ceilhes-et-Rocozels. Le territoire du parc naturel régional Haut-Languedoc abrite des cavités naturelles d’une beauté et d’un intérêt géologique exceptionnel. Les grottes du Lauzinas et le grand aven du Mont Marcou, tous deux classés, la grotte de Pousselières, ou encore la grotte de l’Asperge, sont fermés au public dans une volonté de protection. Cependant, la grotte de la Devèze, à Courniou, est aménagée pour la visite touristique et présente elle aussi des caractéristiques remarquables. On la surnomme « le palais de la fileuse de verre ».

## Relief
Le parc naturel régional Haut-Languedoc épouse les derniers reliefs du sud du Massif central. Il est entouré à l’ouest par la plaine du Lauragais, à l’est par le Biterrois, au nord par le parc naturel régional des Grands Causses (Aveyron), au sud par le rebord de la gouttière carcassonnaise. Il dispose d’altitudes fréquemment supérieures à 900 mètres, ce qui fait du parc un territoire de moyenne montagne.
Les sommets du Somail et de l’Espinouse atteignent les 1 124 mètres de hauteur et ceux du Caroux culminent à 1 091 mètres. Les monts de Lacaune atteignent les  1 270 mètres au Puech de Rascas, les  1 269 mètres au Puech de Montgrand.

## Galerie

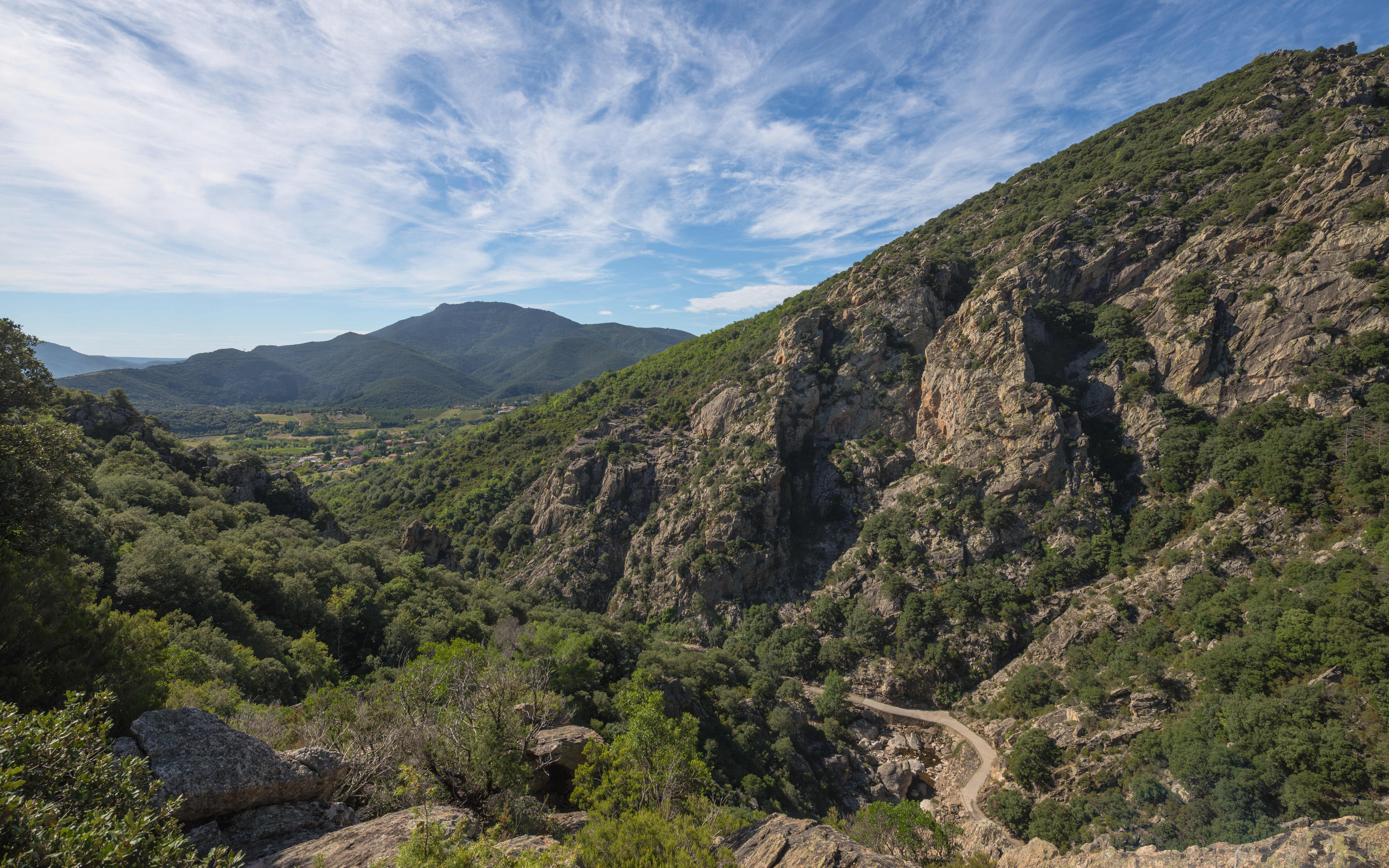
Vue de l'extrémité sud des gorges d'Héric à Mons.
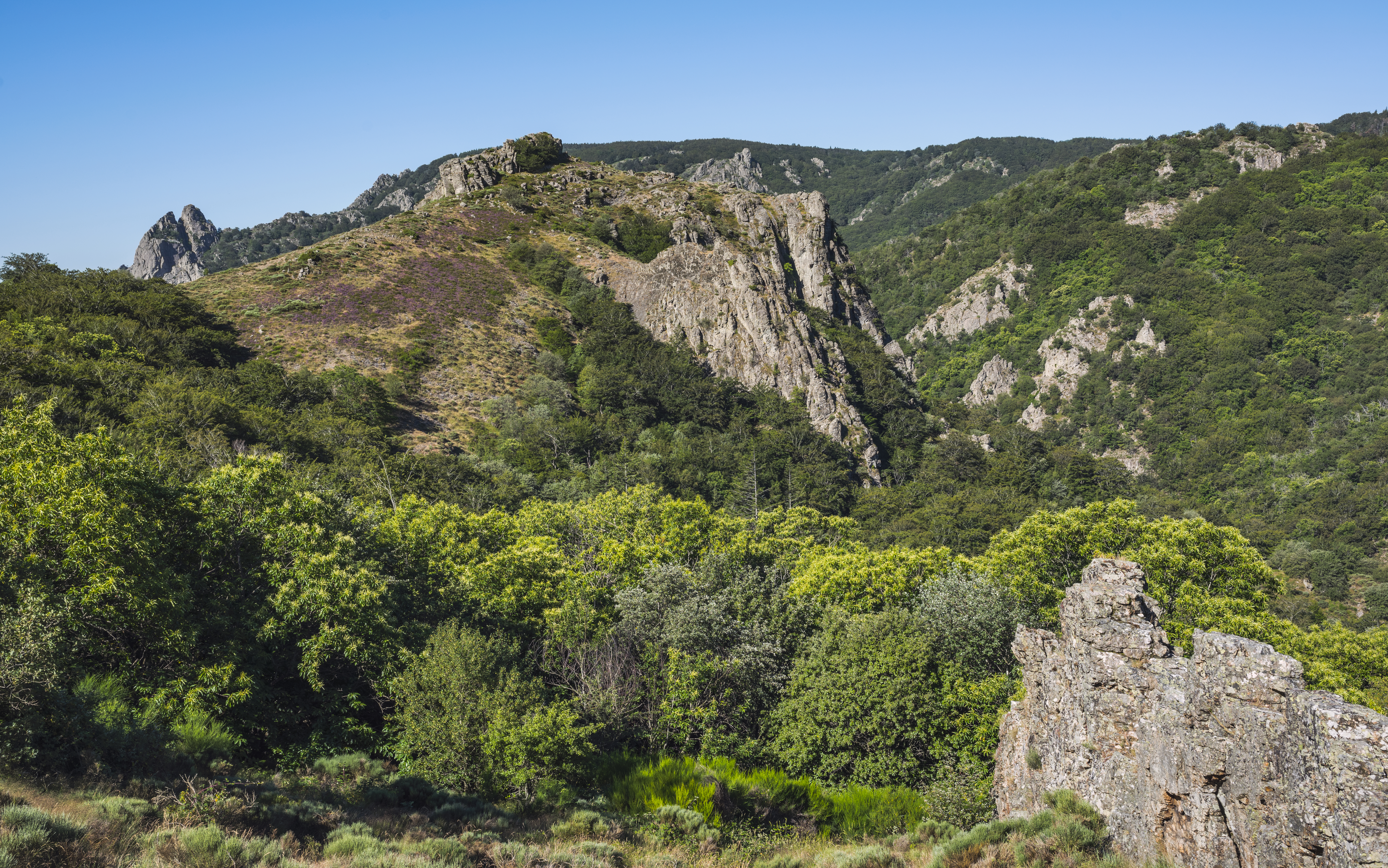
Vue du Roc du Mayne (886 m) sur la commune de Rosis.
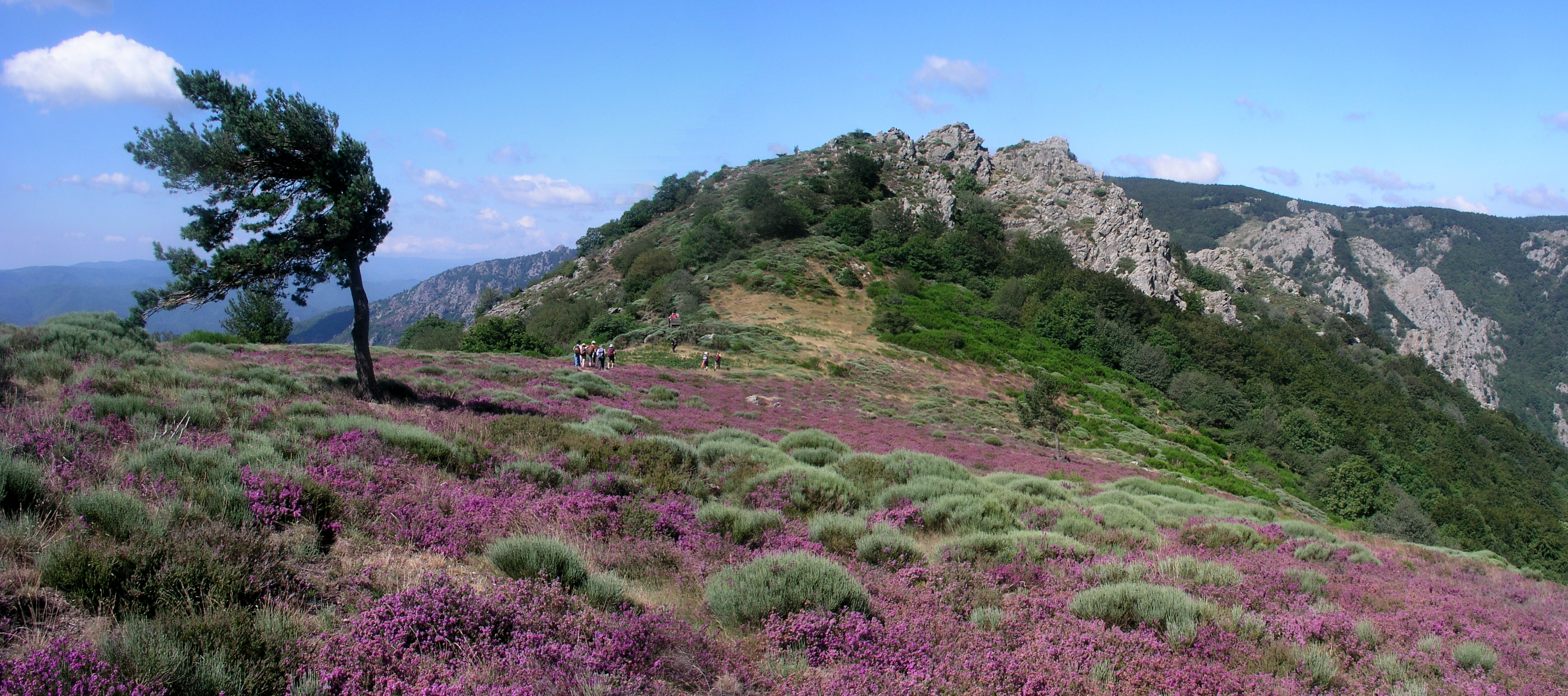
Vue de la Palombière près du hameau de Douch.
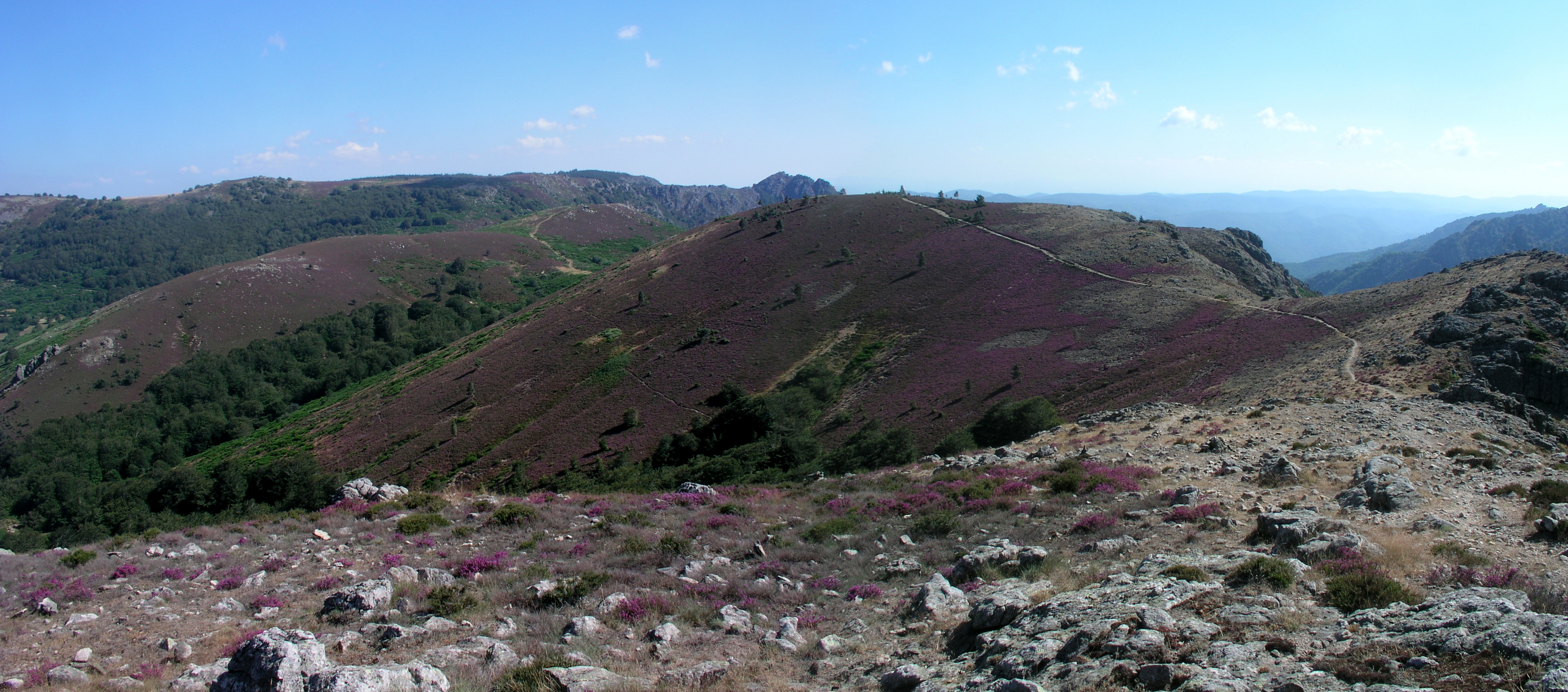
Vue de la montagne d'Aret sur la commune de Rosis.
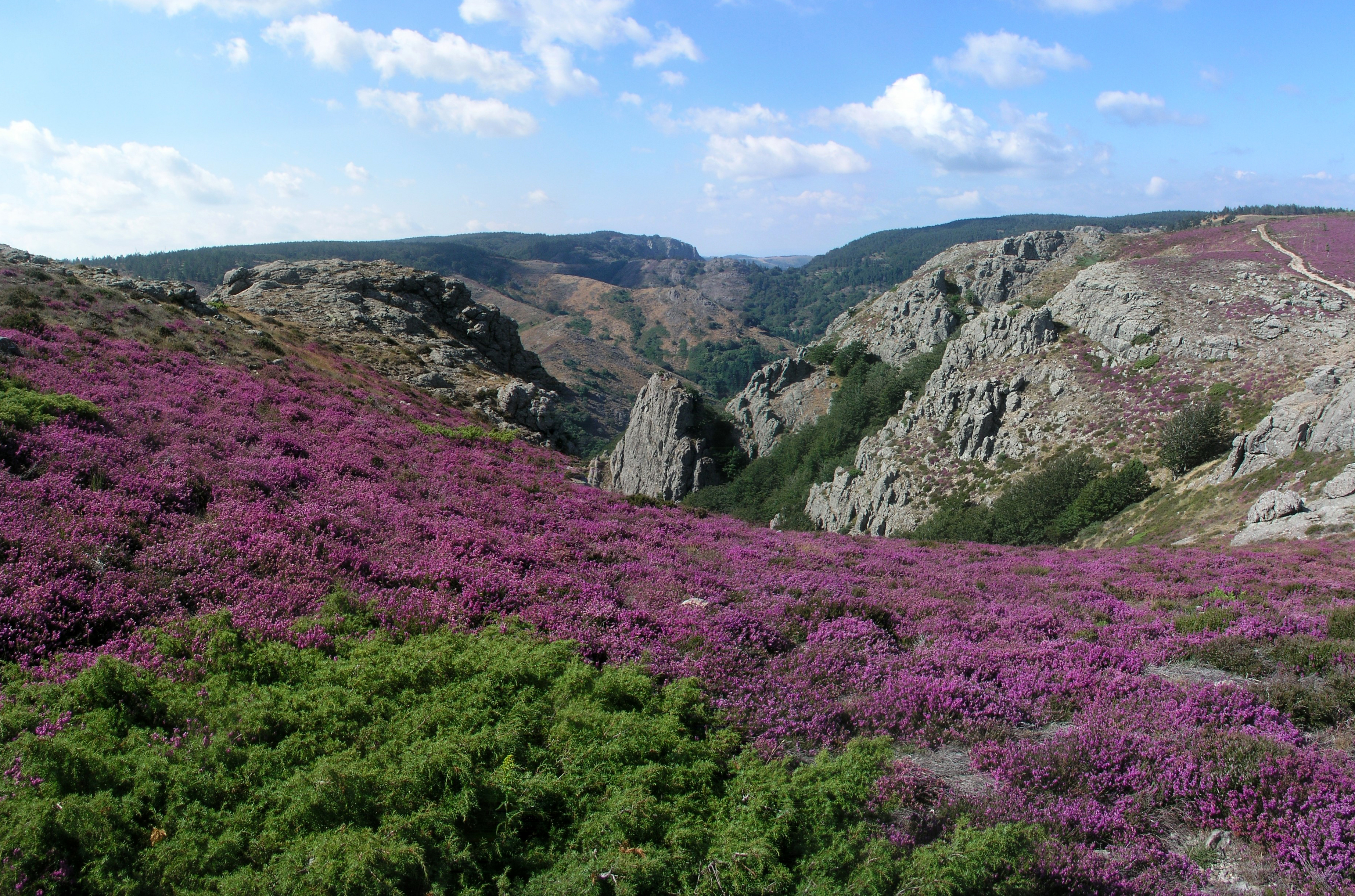
Vue des gorges d'Héric sur la commune de Rosis.

## Gouvernance

Logo du parc.

Le parc naturel régional est géré par un syndicat mixte. La création du parc fut soutenue par l'action de  François Hüe qui fédéra les communes du futur parc. Le président fondateur du parc est Jacques Limouzy. Le président est, depuis 2008,  Daniel Vialelle, également conseiller départemental du Tarn. Le syndicat mixte du parc naturel régional Haut-Languedoc intervient selon les orientations de la Charte dans des domaines variés : valorisation du territoire et développement de son attractivité touristique, éducation à l'environnement, urbanisme et aménagement, protection, gestion et valorisation du patrimoine naturel, agriculture, valorisation des produits et des activités par la marque parc, etc.
Le label de parc naturel régional est attribué pour 12 ans. La charte du parc naturel régional Haut-Languedoc en vigueur a été ratifiée par l'État en 2012 (Décret no 2012-1390 du 11 décembre 2012). Les contours de son territoire ont été modifiés du fait de la sortie des communes appartenant à la Communauté d'agglomération Castres Mazamet à la suite d'un conflit sur le contenu de la Charte, en particulier sur la question de l'implantation des éoliennes industrielles. De nouvelles communes sont entrées en 2012. Le parc compte en 2015 109 communes et 10 communes associées.  La Charte est le document de référence qui régit un parc naturel régional. Elle est propre à chaque parc et définit les orientations que celui-ci souhaite prendre. L'une des orientations les plus contestées porte sur le nombre d'éoliennes industrielles pouvant être implantées sur le territoire du parc. La Charte de 2012 prescrit de ne pas dépasser le nombre de 300 éoliennes industrielles, en limite la hauteur à 125 m (pales comprises) et en interdit l'implantation dans les ensembles paysagers remarquables et les espaces d'intérêt écologique majeurs identifiés au plan du parc (source : Charte du PNRHL)
Le siège social du parc est la maison du parc. Elle se trouve à Saint-Pons-de-Thomières, dans l'Hérault. La maison du parc abrite les locaux administratifs, des expositions et un centre de ressources documentaires ouvert à tous.

## Économie

### Agriculture
L'agriculture est omniprésente dans le paysage du Haut-Languedoc. Sur la zone atlantique du parc, on rencontre une agriculture tournée vers l'élevage : viande ovine et bovine, lait, dont le lait de chèvre, ainsi qu'une production de céréales et de foin qui sert à alimenter le bétail. Sur la zone méditerranéenne, la vigne est très présente. On y trouve de grands crus aux appellations renommées : saint-chinian, faugères, minervois, Saint-Jean-de-Minervois. Mais aussi une zone traditionnelle de productions de châtaignes qui a contribué à façonner le paysage.

### Industrie
L'industrie se retrouvait principalement localisée le long du Thoré et dans la région mazamétaine. En lien avec son plan de Charte, le parc naturel régional Haut-Languedoc travaille en partenariat avec les entreprises afin d'assurer un traitement esthétique et paysager des zones d’activités artisanales et industrielles délaissés. Ensemble, ils conduisent une démarche d’intégration des équipements (assistance architecturale, requalification…), et de maîtrise des rejets et de prévention des pollutions. L'exploitation de carrières de granite est importante sur le territoire du parc, dans le Sidobre. Les carriers du Sidobre s’engagent à réduire leurs émissions de gaz à effet de serre, par le remplacement d'anciens matériels par de nouveaux plus efficaces et économes en matière d’énergie et par la réglementation d'un poids maximum autorisé transporté par les camions. En 2012, ces ensembles d'actions ont permis de constater une baisse d'émissions de gaz à effet de serre allant de 9 % à 14 %.

### Économie sociale et solidaire
Depuis 2008, le parc naturel régional Haut-Languedoc travaille à la structuration des circuits courts sur son territoire, en cherchant notamment à donner plus de lisibilité à l’offre de produits agricoles locaux. Il s’est concentré sur le marché de la restauration collective car ce secteur touche un grand nombre de personnes : élus et collectivités, restaurateurs, parents d’élèves, élèves et personnes âgées… En septembre 2010, l'association Régal d’Oc est créée sous l'impulsion du parc naturel régional Haut-Languedoc. Elle a pour but de mettre en adéquation l’offre et la demande collective en produits locaux. Sous le statut d’association loi de 1901, elle a vocation à évoluer sous un statut coopératif.

### Tourisme

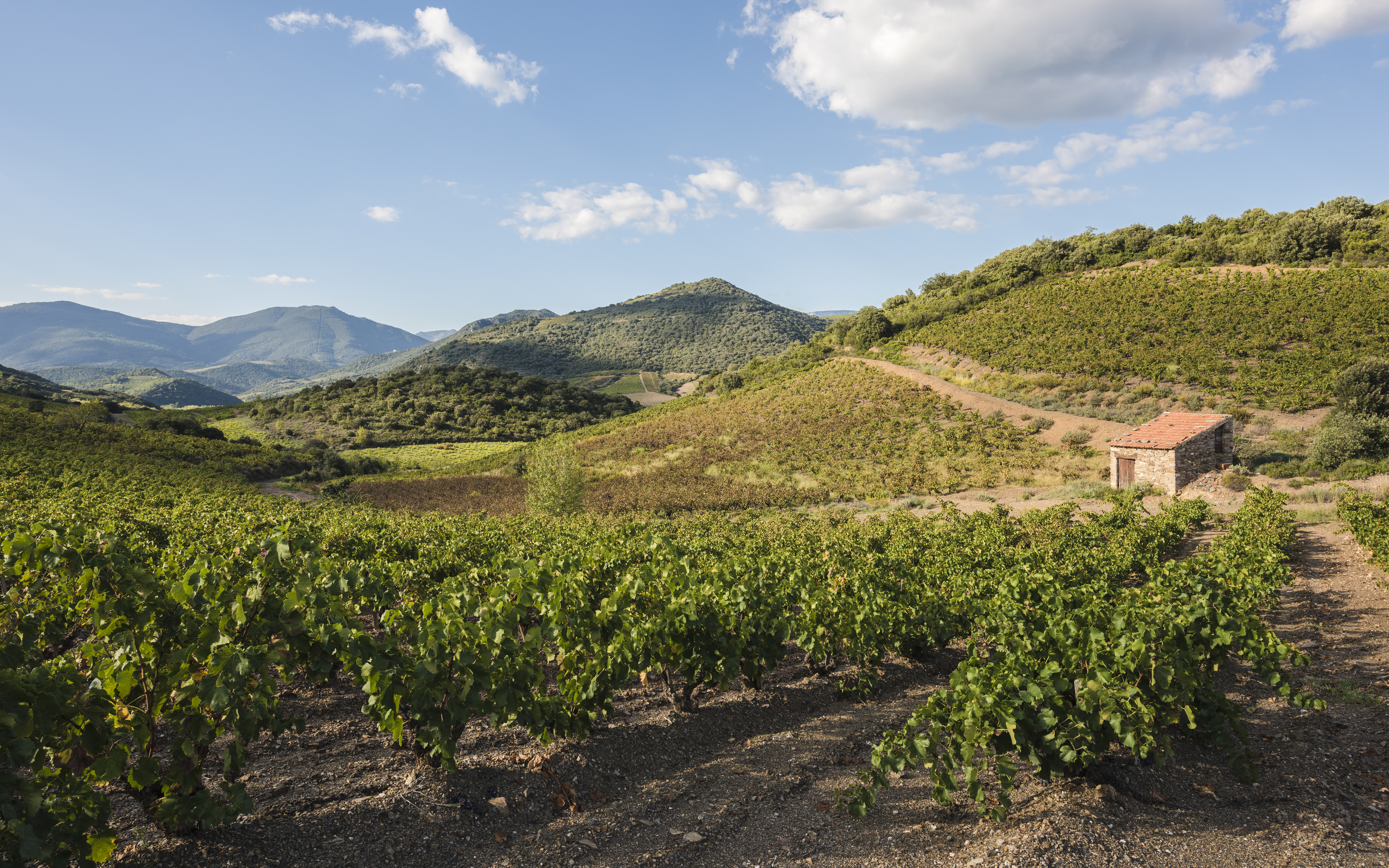
Des collines et des vignes dans la vallée de l'Orb.

La  diversité des milieux naturels du Haut-Languedoc en font un terrain d'aventure idéal pour les amateurs d’activités de pleine nature : VTT, escalade, canoë, randonnée pédestre ou équestre, randonnée avec un âne de bât, grimpe d’arbres, escalade, via ferrata, spéléologie… Engagé dans une démarche de développement durable, le parc naturel régional Haut-Languedoc s'est attaché à donner un sens nouveau à la randonnée en la positionnant comme outil privilégié de la connaissance des patrimoines, de la culture et de l'identité du territoire.

## Patrimoine naturel et culturel

### Milieux naturels
Le parc naturel régional Haut-Languedoc est riche d'un patrimoine naturel d'une grande diversité :
- L'habitat méditerranéen est un paysage façonné par la chaleur et la sécheresse avec des épisodes pluvieux. Cela permet l'épanouissement d'une flore et d'une faune remarquables. On trouve ainsi taillis de chênes, garrigues et maquis. La Yeuse ou chêne vert se développe beaucoup sur cette terre aux reliefs divers (sommets, crêtes, gorges) ;
- L'habitat atlantique est une terre de sommets avec ses monts de Lacaune et de la Montagne noire. Cet habitat présente de nombreuses espèces d'arbres comme le hêtre, le chêne et des espèces de résineux, comme le Douglas, introduit par l'activité sylvicole. On y trouve aussi des îlots agricoles, prairies et landes. Les tourbières (ou sanha en occitan) sont fréquentes. En période de sécheresse, elles offrent une ressource de fourrage vert. Le Haut-Languedoc est façonné par ses nombreux cours d'eau : rivières et ruisseaux donnent lieu à des cascades, torrents, gorges ou, une fois domptés par l'homme, à des barrages de grande envergure.

Faune

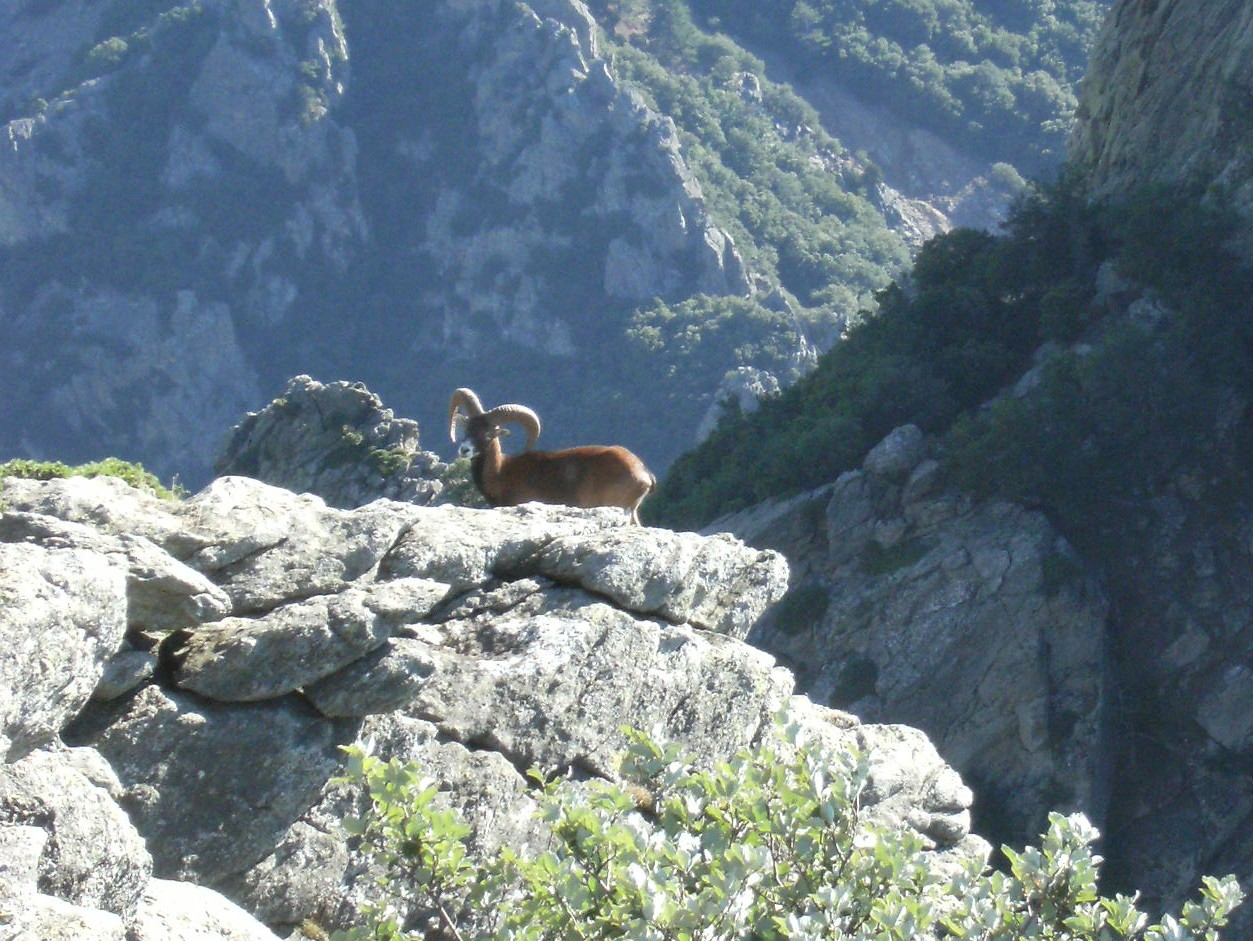
Mouflon dans le Caroux (population descendante de mouflons venant de Corse).

Le territoire du parc naturel régional Haut-Languedoc draine une diversité biologique exceptionnelle : 170 espèces animales considérées comme remarquables, près de 250 espèces d’oiseaux dont 120 nicheuses régulières, 26 espèces de chauve-souris sur les 33 présentes en France, 2 500 espèces de plantes à fleurs… Le parc abrite un très grand nombre d’espèces de faune et de flore endémiques, rares et protégées au niveau national, voire européen. Certaines d'entre elles sont particulièrement emblématiques du Haut-Languedoc : la pie-grièche à tête rousse, la moule perlière, l'aigle de Bonelli, la chouette chevêche, la truite fario, l'écrevisse à pattes blanches, la loutre d'Europe, la genette commune, le Murin de Capaccini…
Le parc abrite une biodiversité importante, avec une originalité : la présence d'une population de mouflons dans la réserve nationale de chasse et de faune sauvage du Caroux-Espinouse, originellement importée de Corse, qui semble s'être bien adaptée au milieu, bien qu'ayant semble-t-il souffert de braconnage.

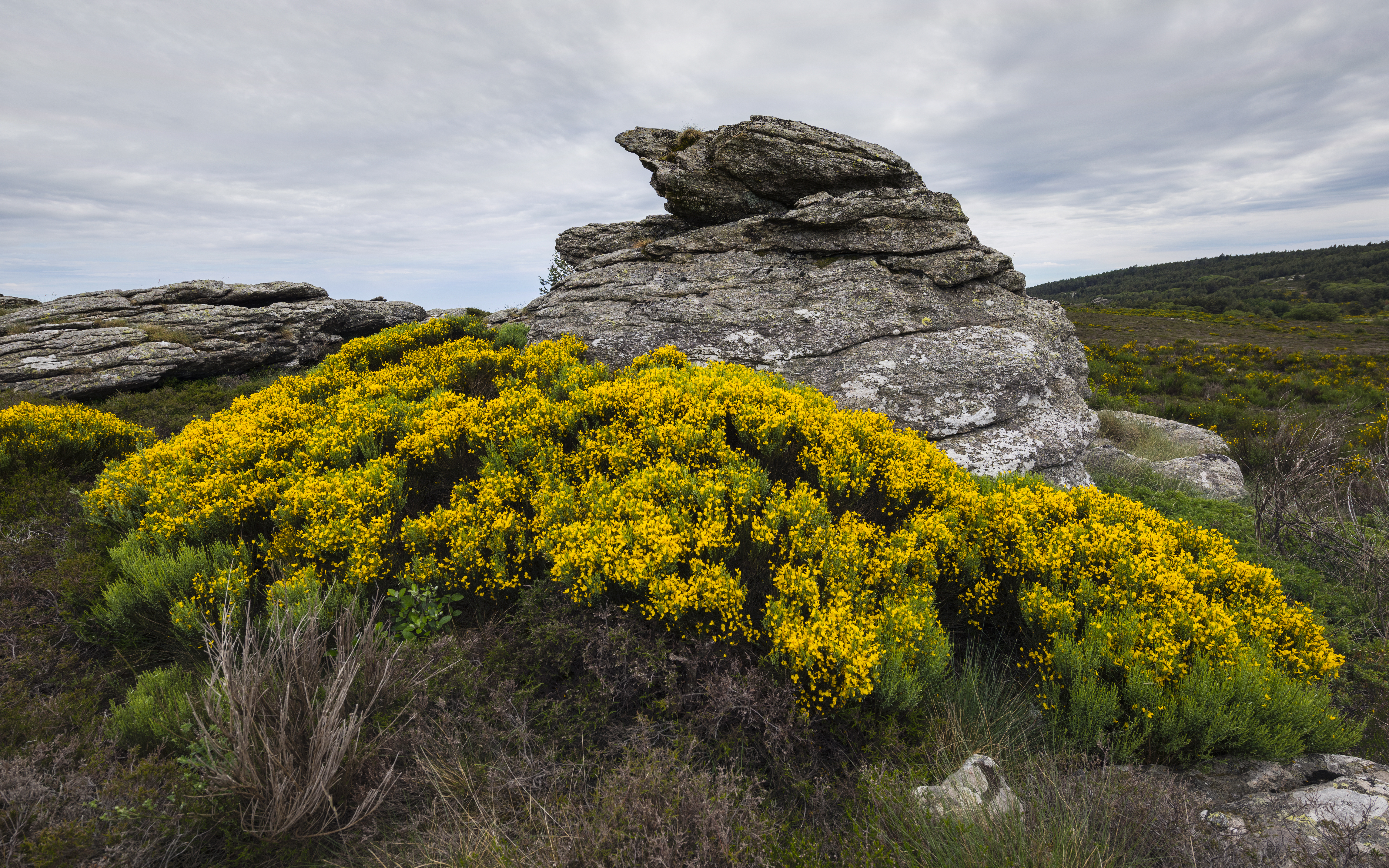
Genêt à balais devant un rocher sur la commune de Rosis.

Le loup y est aussi présent.
Flore
2 500 espèces de fleurs. Parmi les plus rares et les plus emblématiques, on peut citer la Drosera à feuilles rondes, l'Ail doré, l'Armérie de Malinvaud, la Nigelle de France.
Fonge
2 500 à 3 000 espèces de champignons.
Micro-organismes

### Patrimoine culturel l'occitan
L’occitan est la culture qui fait lien entre toutes les mosaïques de territoires qui composent le Haut-Languedoc. Pas seulement une langue, l’occitan est une identité culturelle forte au travers de sa musique, de son mode de vie et d’une philosophie, sa perception du monde. En 2008, l’Unesco a classé l’occitan comme patrimoine en danger. Le parc naturel régional Haut-Languedoc participe à la diffusion de cette culture par un programme de sensibilisation auprès du public scolaire, par le soutien à des manifestations, le journal du parc, etc.
Patrimoine industriel
Le bassin mazamétain étant très enclavé du fait de sa situation montagnarde, les commerçants, au XIXe siècle ont eu l’idée de faire proliférer leur savoir-faire en matière de délainage en allant chercher cette laine dans les grands élevages d’Amérique du Sud et d’Australie. Elle y était moins chère et donc plus rentable. Le secteur textile a prospéré, dans la région, durant cinq siècles mais avec le phénomène de mondialisation, il a connu un déclin certain et les dernières usines ont fermé leurs portes en 2004. Le musée départemental du textile, à Labastide-Rouairoux, participe à la conservation et à la transmission de la mémoire et du savoir-faire de cette économie autrefois florissante.
Culture de résistance
Le Haut-Languedoc est une terre de résistance. Cela s’explique par les zones de moyenne montagne, difficiles d’accès.
L’épopée cathare a marqué les terres haut-languedociennes, entre le XIe et le XIVe siècle. La maison des Mémoires à Mazamet, la citadelle de Minerve, ou encore le château d’Hautpoul en sont les témoins du passé. Pas loin de trois siècles plus tard, le Haut-Languedoc est secoué par une autre vague de résistance : le protestantisme. L’activité du textile favorise les échanges entre marchands et ainsi l’imprégnation de la pensée calviniste. Les luttes entre catholiques et huguenots ont causé la destruction de nombreux édifices religieux. Quand l’armée des dragons du Roi est instaurée sous le règne de Louis XIV, les protestants se réfugient dans les « déserts » du Sidobre. Leurs assemblées pouvaient réunir jusqu’à 12 000 fidèles. Le lieu de culte le plus connu est la Corbière de la Sicardié. Aujourd’hui, le musée du Protestantisme, à Ferrières (Tarn), propose une riche collection d’objets et d’œuvres ainsi que des promenades guidées vers les lieux de mémoire de la région.
Canal du Midi
La montagne Noire est un château d’eau naturel. En 1662, Pierre-Paul Riquet eut l’idée de capter l’eau de tous les ruisseaux de la montagne Noire et de la mener par gravité au seuil de Naurouze, point le plus haut du « canal des Deux-Mers », à partir duquel on alimenterait le canal du Midi, aujourd'hui classé au patrimoine mondial de l’humanité de l'Unesco.
Histoires de pierres
Le Haut-Languedoc est un pays de pierres. Il recèle un patrimoine très riche de mégalithes dressés. Ces statues préhistoriques sont localisables au détour d’un chemin mais aussi présentées au musée de la Préhistoire à Saint-Pons-de-Thomières (Hérault) ou encore au Syndicat d’initiatives de Murat-sur-Vèbre (dans le Tarn). L’été, le parc naturel régional Haut-Languedoc organise des Journées d’initiation à la construction de murets en pierres sèches afin de sensibiliser le public à la nécessaire valorisation de ce petit patrimoine bâti.

## Les communes présentes sur le parc
Liste des 118 communes situées dans le périmètre du parc et appartenant aux deux départements :
Département de l'Hérault
- Agel ;
- Aigues-Vives ;
- Les Aires ;
- Avène ;
- Azillanet ;
- Bédarieux ;
- Berlou ;
- Boisset ;
- Le Bousquet-d'Orb ;
- Cabrerolles ;
- Cambon-et-Salvergues ;
- Camplong ;
- Cassagnoles ;
- Castanet-le-Haut ;
- La Caunette ;
- Caussiniojouls ;
- Ceilhes-et-Rocozels ;
- Cesseras ;
- Colombières-sur-Orb ;
- Combes ;
- Courniou ;
- Dio-et-Valquières ;
- Faugères ;
- Ferrals-les-Montagnes ;
- Ferrières-Poussarou ;
- Fraisse-sur-Agout ;
- Graissessac ;
- Hérépian ;
- Joncels ;
- Lamalou-les-Bains ;
- La Livinière ;
- Lunas ;
- Minerve ;
- Mons ;
- Olargues ;
- Pardailhan ;
- Le Poujol-sur-Orb ;
- Le Pradal ;
- Prémian ;
- Rieussec ;
- Riols ;
- Romiguières ;
- Roquebrun ;
- Roqueredonde ;
- Rosis ;
- Saint-Étienne-d'Albagnan ;
- Saint-Étienne-Estréchoux ;
- Saint-Geniès-de-Varensal ;
- Saint-Gervais-sur-Mare ;
- Saint-Jean-de-Minervois ;
- Saint-Julien ;
- Saint-Martin-de-l'Arçon ;
- Saint-Nazaire-de-Ladarez ;
- Saint-Pons-de-Thomières ;
- Saint-Vincent-d'Olargues ;
- La Salvetat-sur-Agout ;
- Siran ;
- Le Soulié ;
- Taussac-la-Billière ;
- La Tour-sur-Orb ;
- Vélieux ;
- Verreries-de-Moussans ;
- Vieussan ;
- Villemagne-l'Argentière.

Département du Tarn
- Aiguefonde ;
- Albine ;
- Anglès ;
- Arfons ;
- Aussillon ;
- Barre ;
- Berlats ;
- Le Bez ;
- Boissezon ;
- Bout-du-Pont-de-Larn ;
- Brassac ;
- Burlats ;
- Cambounès ;
- Les Cammazes ;
- Caucalières ;
- Dourgne ;
- Durfort ;
- Escoussens ;
- Escroux ;
- Esperausses ;
- Ferrières ;
- Gijounet ;
- Labastide-Rouairoux ;
- Labruguière ;
- Lacaune ;
- Lacaze ;
- Lacrouzette ;
- Lamontélarié ;
- Lasfaillades ;
- Le Margnès ;
- Le Masnau-Massuguiès ;
- Massaguel ;
- Montredon-Labessonnié ;
- Moulin-Mage ;
- Murat-sur-Vèbre ;
- Nages ;
- Payrin-Augmontel ;
- Pont-de-Larn ;
- Le Rialet ;
- Roquecourbe ;
- Rouairoux ;
- Saint-Amancet ;
- Saint-Amans-Soult ;
- Saint-Amans-Valtoret ;
- Saint-Pierre-de-Trivisy ;
- Saint-Salvi-de-Carcavès ;
- Saint-Salvy-de-la-Balme ;
- Sauveterre ;
- Senaux ;
- Sorèze ;
- Vabre ;
- Verdalle ;
- Viane ;
- Le Vintrou.

## Sources et références
(octobre 2024).
Sources
- Paysages et urbanisme
  - https://www.ladepeche.fr/article/2012/02/07/1279279-labruguiere-photographiez-votre-cadre-de-vie.html
- Patrimoine immatériel
  - https://www.ladepeche.fr/article/2012/07/02/1391774-lacaune-conference-sur-les-metiers-anciens.html
  - https://www.ladepeche.fr/article/2012/10/23/1471913-albine-exposition-de-pierres-de-fees-et-palets-de-geants.htmlr
- Concours des jardins potagers et d'agrément
  - https://www.ladepeche.fr/article/2012/10/24/1472624-mazamet-les-laureats-du-concours-des-jardins.html
- Zones humides, tourbières
  - https://www.ladepeche.fr/article/2012/02/02/1275464-saint-amans-journee-nature-les-sagnes-de-puech-balmes.html
- Association Régal d'Oc
  - https://www.ladepeche.fr/article/2011/01/06/983505-saint-amans-soult-comment-manger-local-a-la-cantine.html
  - https://www.ladepeche.fr/article/2012/10/26/1475029-labastide-rouairoux-regal-d-oc-au-college-vallee-du-thore.html

Références
1. ↑  PFEFFER, P. / GENEST, H, Biologie comparée d'une population de mouflons de Corse (Ovis ammon musimon) Du PNR du Caroux ; Mamalia, octobre 2009 ;  (ISSN 1864-1547) ; DOI:10.1515/mamm.1969.33.2.165, en ligne:2009-10-20 (résumé)